# Chutes de Shivanasamudram
Les chutes de Shivanasavudram sont des cataractes de 98 m de hauteur, sur  le Cauvery en Inde.

## Géographie
Les cataractes de Shivanasamudra, qui forment la limite du district de Mandya, marquent l'essor du Cauvery après un cours torrentiel à travers les ravines du plateau du Deccan. L'île de Shivanasamudra, la quatrième plus grande en étendue des îles de rivière, divise le Cauvery en deux chutes : il y a sur cette île un groupe de temples antiques, et il y avait probablement naguère aussi un village. Ces cataractes, d'une largeur 305 m et hautes de 98 m, sont perpétuellement alimentées, avec un débit moyen de 934 m3/s. Le débit maximum jamais enregistré est de 18 887 m3/s.
Le débit est maximum à la mousson, entre juillet et octobre.
Une erreur commune sur ces cataractes est que la chute en rive gauche serait celle de Gaganachukki ; celle en rive droite,  de Bharachukki ; en réalité les chutes de Bharachukki se trouvent à quelques kilomètres au sud-ouest des chutes de Gaganachukki. La confusion vient de ce que le Cauvery se divise en deux branches (est et ouest) à quelques kilomètres plus au sud ; et c'est sur la branche ouest que se trouvent les chutes de Gaganachukki, à 139 km de la ville de Bangalore, tandis que celles de Bharachukki se trouvent sur la branche est. 

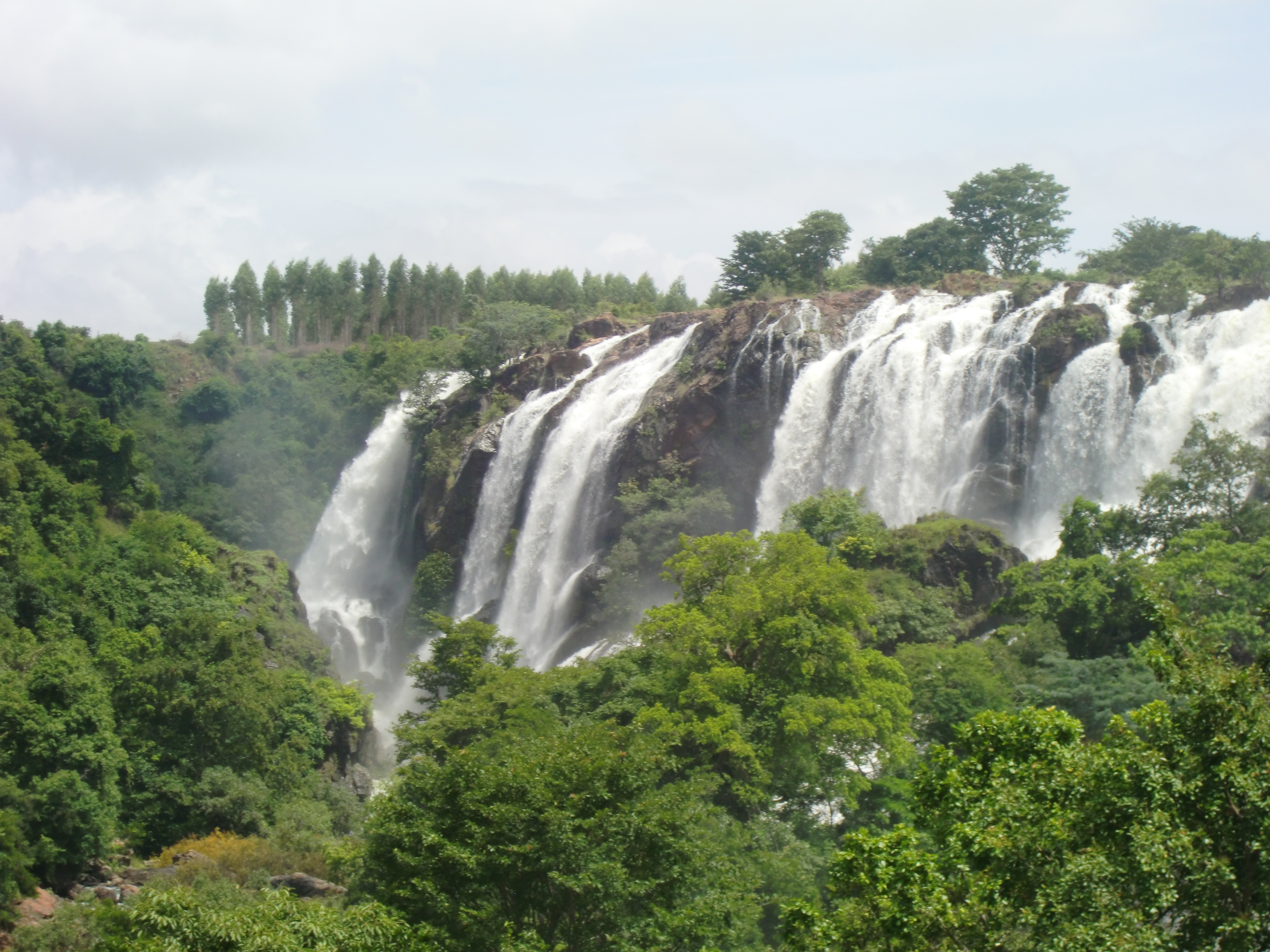
Bharachukki.

## Barrage
La deuxième plus grande centrale hydro-électrique de l'Inde se trouve à cet endroit (la plus grande,  Sidrapong, est à Darjeeling). Elle a été construite en 1902 sur ordre du Diwan de Mysore, K. Seshadri Iyer. L'électricité servait à l'origine à faire tourner les machines des mines d'or de Kolar. Les centrales hydroélectriques indiennes sont parmi les plus anciennes d'Asie. On peut visiter la centrale en demandant l'autorisation auprès de la Karnataka Power Corporation.

## Transports
Plusieurs lignes de bus desservent Milega, depuis le marché de Bangalore et Malavalli. Il est recommandé de descendre à la poste de Satya Gala, qui n'est qu'à 2 km : de là, on peut se rendre en tricycle pour aller jusqu'aux cataractes. Récemment, plusieurs auberges ont ouvert à  proximité des cascades. La maison du tourisme du Karnataka subventionne un petit restaurant près des chutes de Gaganachukki. L'alternative est de prendre l'autoroute, et de se restaurer en chemin dans une dhabha.

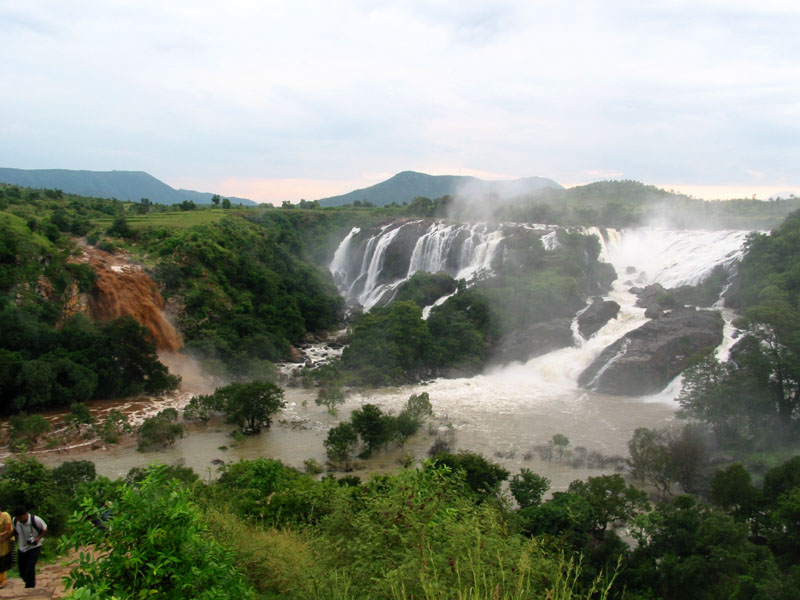
Barachukki
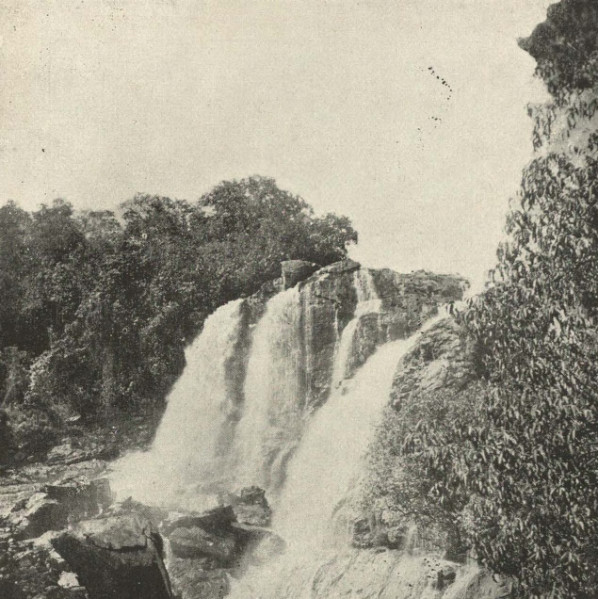
Les chutes de Barachukki vers 1905.
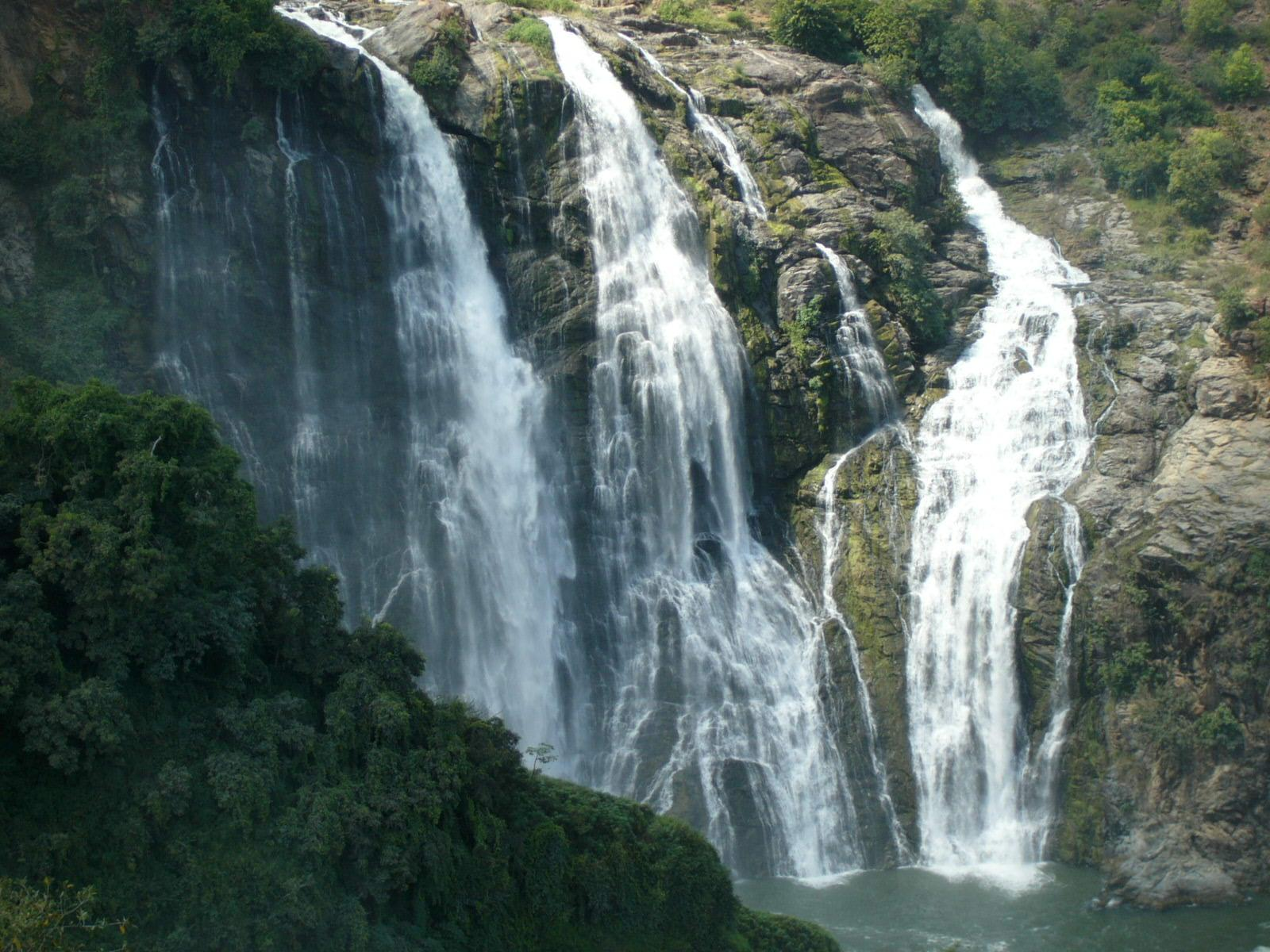
Les chutes de Sivasamudram
Sivasamudram à Barachukki
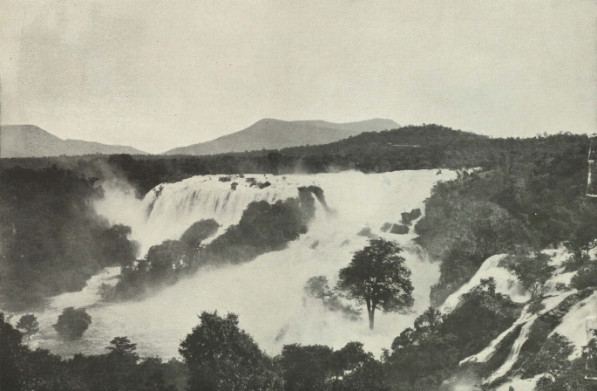
Les chutes du Cauvery vers 1905.
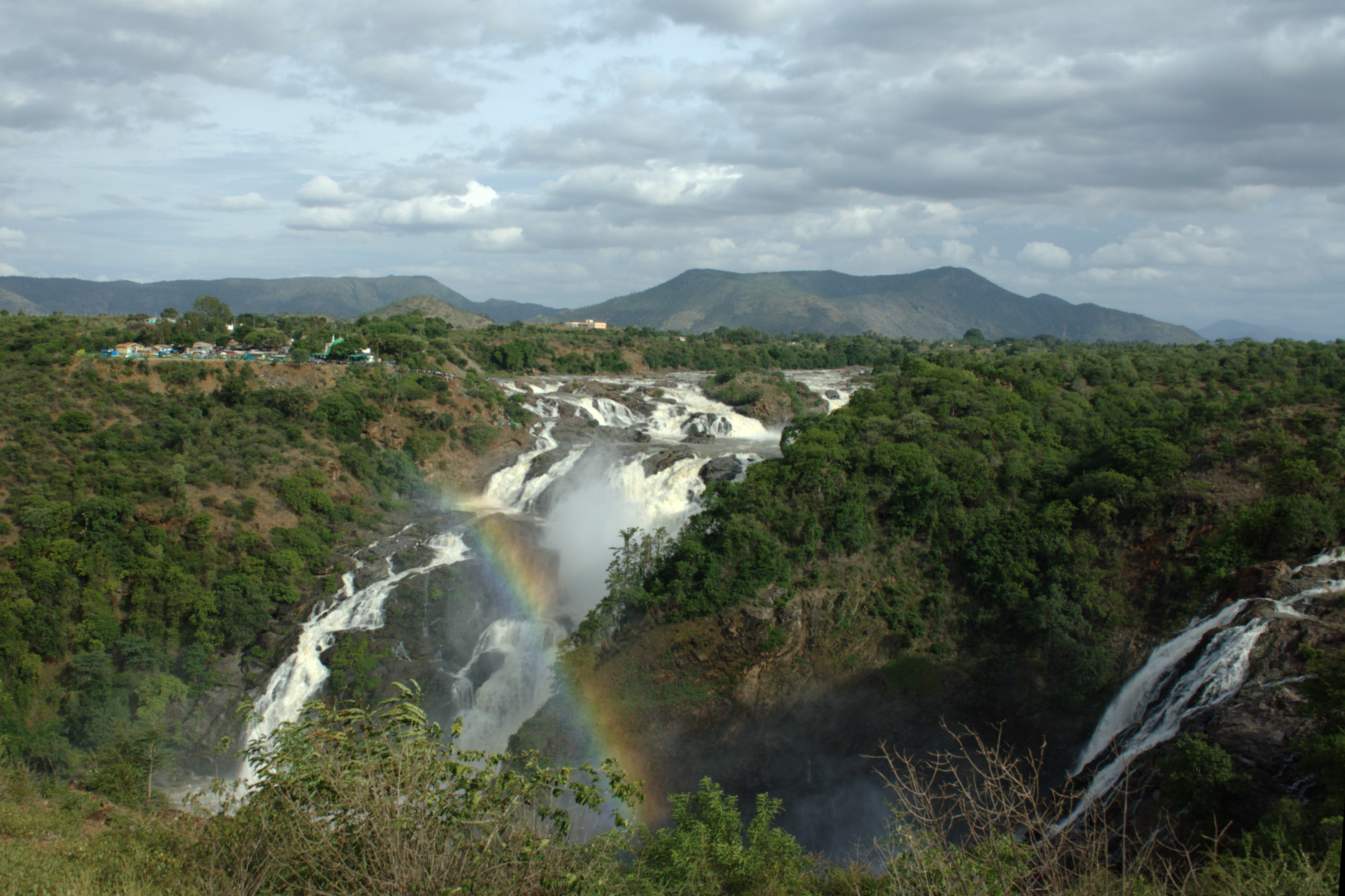
arc-en-ciel au-dessus des cataractes

- « Tourist Places/Attractions in mandya District », sur All Places India (consulté le 13 août 2014)
- « Shortage of water hits power generation at Shivanasamudra plant », The Hindu,‎ 12 juillet 2014 (lire en ligne)
- « Shivanasamudra soon to host solar power plant », Deccan Herald,‎ 17 mars 2012 (lire en ligne)